# 伯蒂亚拉

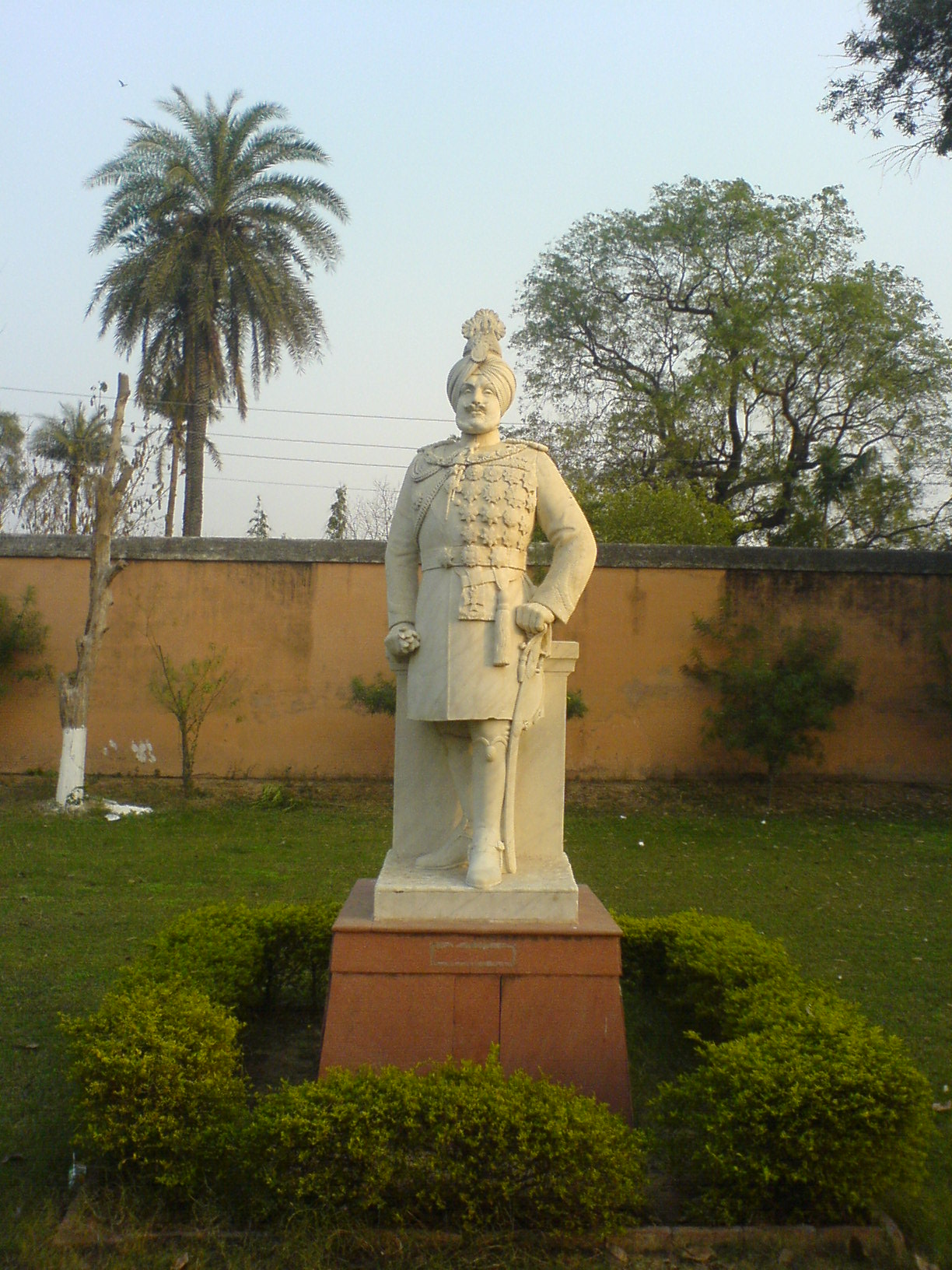
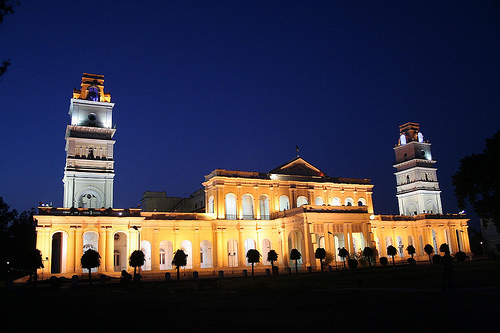
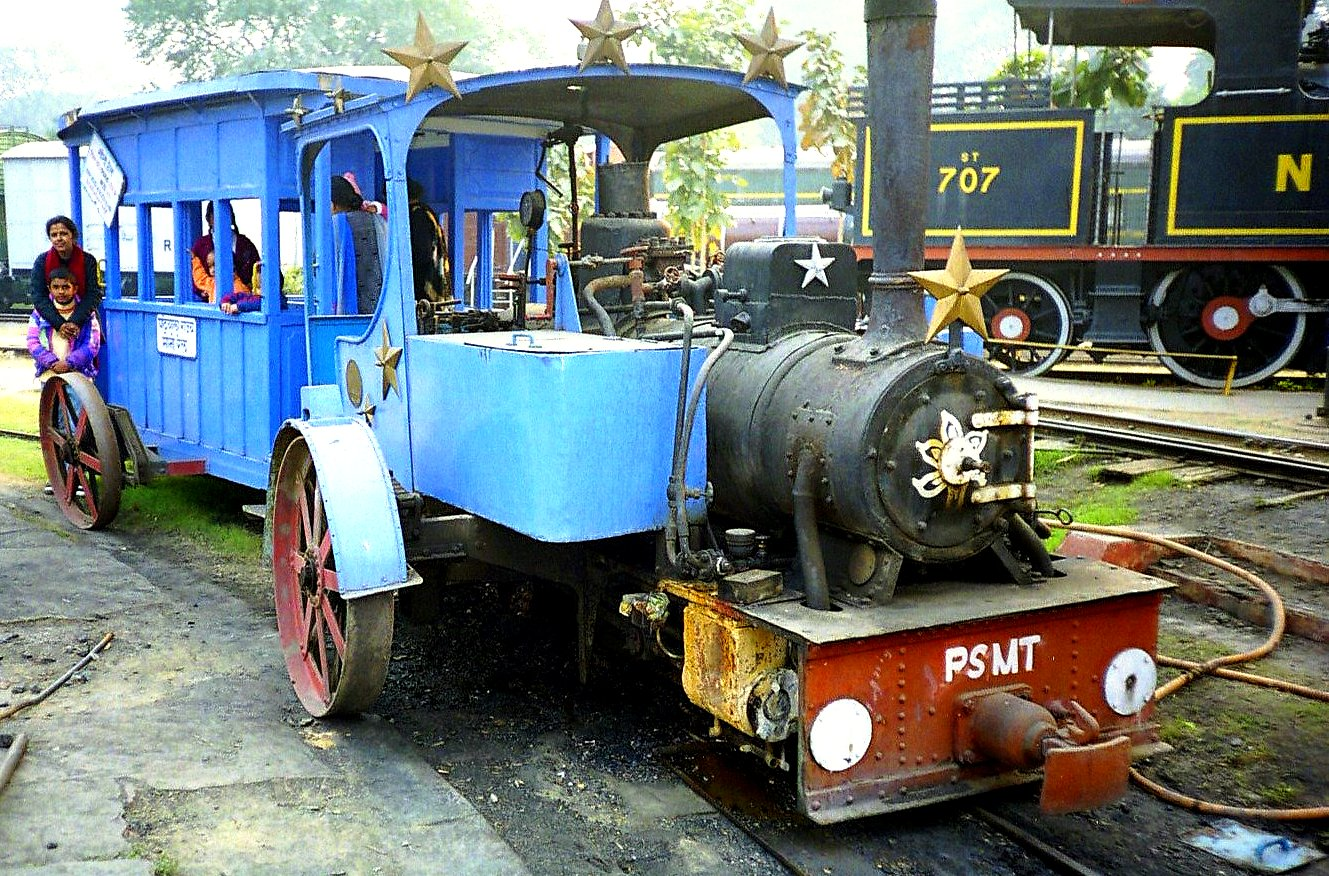

伯蒂亚拉是印度旁遮普邦东南部的一座城市，位于该邦首府昌迪加尔西南65公里，为伯蒂亚拉县首府。原为英属印度旁遮普省的伯蒂亚拉土邦的首府。